# Strathocles parvipulla
Strathocles parvipulla är en fjärilsart som beskrevs av Paul Dognin 1914. Strathocles parvipulla ingår i släktet Strathocles och familjen nattflyn. Inga underarter finns listade i Catalogue of Life.